# Ольга Дезмонд
Ольга Антоні Зеллін, пізніше Ольга Десмонд (2 листопада 1890 — 2 серпня 1964) — німецька танцюристка, акторка, фотомодель, жива статуя, хоркографка і теоретикиня танцю.

## Життєпис
Ольга Антоні Зеллін народилася 2 листопада 1890 року в Алленштейні, Східна Пруссія (нині Ольштин, Польща), і жила в одному домі з 13-ма братами та сестрами. У 15 років вона залишила сім'ю і приєдналася до театральної групи в Лондоні. У 1906 році  відвідувала школу Марі Зеєбах у Королівському театрі Берліна. У 1906 / 1907 роках приєдналася до групи художників, включаючи Ловіс Корінф, і з'явилася в образі Венери під час дев'ятимісячного туру групи в Лондонському павільйоні, де вони виставляли «пластичні зображення». Їм дозволялося виступати майже оголеними за умови, що вони залишалися нерухомими, і використовувати штору, щоб приховати їх, коли вони переходили між сценами.
У Берліні вона співзаснувала Асоціацію ідеальної культури та давала шоу під назвою «живі картини», на яких позувала у стилі старовинних класичних творів мистецтва. Після повернення до Берліна, працюючи з Адольфом Зальге, вона змінила ім'я на Ольга Десмонд. Вона почала створювати власне шоу і танцювала з фатою. Згодом перейшла на довгий середньовічний пояс.
Чим більше вона позувала, тим більше розуміла, що хоче рухатися на сцені, хотіла оживити наготу. Її так звані «Вечори краси» (Schönheitsabende) були заборонені неодноразово, починаючи з 1908 року, тому що актори зазвичай позували оголеними або лише розфарбовували тіло. Вона захищала їх, порівнюючи з класичним грецьким ідеалом наготи. Вараєті повідомляв у 1909 році, що Ользі Десмонд наказали прикриватися під час виступу в Crystal Palace, Лейпциг, де вона заробляла 200 доларів за ніч, але поліція у Франкфурті зупинила її виступи. Вона також представила сольні танці між картинами та новою п'єсою Der Schwertertanz (Танець із мечами), яка виконується між двома спрямованими вгору наконечниками списів, встановленими на підлозі сцени. Це призвело до запрошень виступати в Німеччині та Санкт-Петербурзі.

### Візит до Росії
Ольга Дезмонд однією з перших пропагувала оголеність на сцені в Санкт-Петербурзі, коли влітку 1908 року приїхала туди зі своїм репертуаром. Вечори краси Десмонд швидко стали предметом бурхливої дискусії в російських медіа. Принаймні один із представників офіційного «правосуддя» хотів притягнути Дезмонд до суду за «спокушання».
Сама Ольга Дезмонд наполегливо відстоювала своє право з'являтися оголеною. Вона розповіла російській пресі:
Називайте це зухвалістю або сміливістю, або як завгодно описуйте мою появу на сцені, але для цього потрібне мистецтво, і воно (мистецтво) - моє єдине божество, перед яким я схиляюся і заради якого я готова принести всі можливі жертви ... Я вирішила розірвати багатовікові важкі ланцюги, створені самими людьми. Коли я виходжу на сцену повністю оголеною, мені не соромно, мені не соромно, тому що я виходжу перед публікою такою, яка я є, люблячою все прекрасне і граціозне. Не було жодного випадку, щоб моя поява перед публікою викликала якісь цинічні зауваження чи брудні думки.
Ольга Дезмонд підняла ціни на деякі зі своїх шоу, щоб їх могли бачити лише люди, які поважають її творчість. Окрім підвищення цін, багато з її виступів були відкриті лише для членів інших танцювальних товариств, щоб їх не могли побачити люди з вулиці.
На запитання, чи не завадить їй сценічний костюм, Ольга Дезмонд відповіла: «Бути повністю витонченою в костюмі чи навіть у трико — це неможливо. І я вирішила скинути це непотрібне ярмо». Заперечуючи проти звинувачень у тому, що вона збуджує «низькі інстинкти» публіки, сказала: «Я навмисно встановлюю високу плату за вхід на свої вистави, щоб туди не потрапляла вулиця, яка мало що розуміє в чистому мистецтві, а щоб приходили люди з ширшими вимогами до нього, люди, які дивитимуться на мене як на служительку мистецтва».
Петербурзька влада не взяла до уваги пояснення Десмонд, а її перша поява в імперській столиці Росії стала останньою: подальші виступи заборонив мер. Чимало столичних митців стали на бік влади. Наприклад, Костянтин Маковський різко засуджував те, що він називав «культом оголеного тіла», заявляючи, що «краса, як і багато іншого в житті, повинна мати свої таємниці, яких ми навіть не маємо права викривати».

### Повернення до Берліна
Ольга Дезмонд була предметом не менших суперечок у своїй країні. У 1909 році її поява в Берлінському зимовому саду стала причиною такого скандалу, який обговорювали навіть у Прусських державних зборах. Але «скандальна» також означало добре відома, і в результаті її слави з'явилися косметичні продукти, які носили її ім'я. Вона подорожувала Німеччиною в численних турах до 1914 року, коли одружилася з угорським великим землевласником і поїхала до його маєтку.

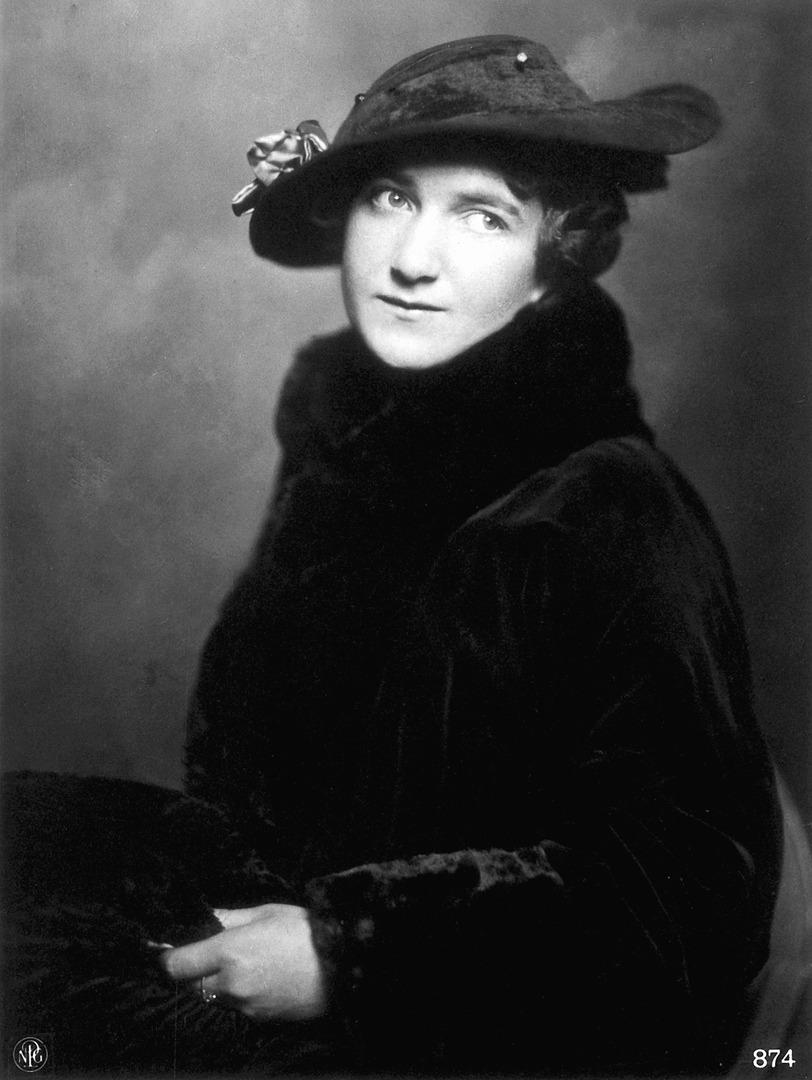
Ольга Дезмонд, Берлін, біля 1918

З 1916 по 1919 рік знімалася в різних фільмах, серед яких "Seifenblasen "(«Мильні бульбашки»), «Marias Sonntagsgewand» («Недільний одяг Марії») і «Mut zur Sünde» («Мужність за гріх»). В останньому фільмі зіграла разом з відомим пізніше німецьким актором Гансом Альберсом. У 1917 році розлучилася з чоловіком і повернулася на сцену. Її перша поява відбулася 15 квітня 1917 року в театрі Королівського університету (Theater der Königlichen Hochschule) у Берліні. У тому ж році з'явилася у виставі «Кармен» у Кельні. Вона представляла танцювальні вечори та інші заходи у Варшаві, Бреслау і Катовіці.
Ольга Десмонд також була прихильницею навчання. У 1919 році вона опублікувала брошуру «Ритмограпік» (Rhythmograpik), яка містила новий метод запису танців і транскрибування рухів спеціальними символами. Брошура містила зображення її в прозорих сукнях і оголених жінок, які танцювали в квітковому орнаменті. Дезмонд розуміла точність танцю. Її брошура допомогла іншим танцюристкам. Після цього вона рідше виступала на публіці і з 1922 року повністю присвятила себе викладанню. Серед її найвідоміших учениць була Герта Файст, яка згодом приєдналася до танцювальної групи Рудольфа фон Лабана.
Після Першої світової війни одружилася з Георгом Пієком, єврейським підприємцем, який мав майстерню сценічного обладнання, декорацій і спеціальних тканин. Після 1933 року Пієк залишив Німеччину.
Після Другої світової війни жила у східній частині Берліна. На схилі років, забута товариством, працювала прибиральницею. Щоб заробити на життя, також продавала вінтажні листівки та інші пам'ятні речі часів, коли вона була відомою танцюристкою.
Померла 2 серпня 1964 року в Східному Берліні.

## Спадщина
Роботи Дезмонд продовжують виставляти. У 1993 році фото її виступу «Schönheitsabende» у 1908 році було показано у фільмі Майка Келлі «Надприродне». У 2009 році вона була предметом фільму «Ольга Десмонд 1890—1964 Оголена Венера Пруссії». Її включили до «Танець рук: Тіллі Лош і Геді Пфундмайр у фотографіях 1920—1935», який демонструвався в Музеї сучасного Зальцбурга в 2014 році та в Музеї Верборгене в 2015—2016 роках. Серія фотографій Отто Сковранека з танцем Ольги Дезмонд із мечами зберігається в Німецькому танцювальному архіві Кельна (Deutsches Tanzarchiv Köln).

## Фільмографія
- 1915: «Зайфенблазен»
- 1915: «Ноктюрно»
- 1917: «Модель листівки: Ванда»
- 1917: «Цвіркун»
- 1918: «Життя за життя: Аглая»
- 1918: «Відвага грішити»
- 1918: «Летючий голландець»: Сента. Режисер Ганс Нойман.
- 1919: «Богиня, блудниця і жінка»

## Публікації
- Desmond, Olga. Rhythmographik. Tanznotenschrift als Grundlage zum Selbstudium des Tanzes. Edited by Fritz Böhme, Leipzig, 1919.